# Lagonda Rapide
De Lagonda Rapide was een Gran Turismo-auto die van 1961 tot 1964 werd geproduceerd door het merk Lagonda (onderdeel van Aston Martin)
Er zijn er slechts 55 van gemaakt.